# Who Made Who (canção)
"Who Made Who" é uma canção da banda australiana AC/DC. Foi composta por Angus Young, Malcolm Young e Brian Johnson no ano de 1986, e faz parte do álbum Who Made Who. A canção passou dez semanas na Mainstream Rock Tracks da Billboard em seu ano de lançamento, atingindo a vigésima-terceira colocação.

## Posição nas paradas musicais
| Parada (1986)                              | Melhor posição |
| ------------------------------------------ | -------------- |
| Austrália (Kent Music Report)              | 9              |
| Nova Zelândia (Recorded Music NZ)          | 35             |
| Noruega (VG-lista)                         | 7              |
| Reino Unido (UK Singles Chart)             | 16             |
| Estados Unidos (Billboard Mainstream Rock) | 23             |

## Créditos
- Brian Johnson - Voz
- Angus Young - Guitarra solo
- Malcolm Young - Guitarra ritmo, voz secundária
- Cliff Williams - Baixo, voz secundária
- Simon Wright - Bateria